# Lakovar
 "Lakovar", chemická továrna, společnost s r. o. Hradec Králové byla výrobní a obchodní společností, jež vznikla v roce 1919 na Pražském Předměstí u Hradce Králové naproti Fotochemě a produkovala nátěrové hmoty, laky i smalty.

## Historie
Firma byla založena roku 1919 jako sdružení drogistů z Hradce Králové a jiných blízkých měst. Tvořilo ji 13 členů a měla 255 000 Kč kapitálu. Jejími činovníky byli František Viktorin, Jan Vaněk a V. Dvořáček z Hradce Králové, František Novotný z Kolína, V. Štěpán z Litomyšle, A. Sládek z Náchoda a Josef Koníček z Nového Bydžova.
V roce 1922 byl Lakovar převzat do rukou nově se utvořivší společnosti se zvýšeným provozním kapitálem 1 500 000 Kč, přičemž k ní přistoupilo za členy na 200 podílníků, většinou lakýrníků. Ředitelem a budovatelem královéhradeckého závodu byl Ferdinand Schumpeter. 22. března 1924 Lakovar, chemická tovární společnost s r. o. svolala do Prahy valnou hromadu, čistý zisk za rok 1923 82 773 Kč. O 5 let později si stále rostoucí výroba vyžádala rozšíření varny a výstavbu barevny.
Od roku 1922 firma vyráběla na nové třecí lince s elektrickým pohonem barvy, fermeže, smalty a laky, např. černý lak na školní tabule. Utilitární přízemní budova, kterou navrhl Václav Jelínek, projektant Východočeské stavební a betonářské společnosti v Hradci Králové, se nacházela vedle menšího domku, v němž úřadovalo vedení společnosti. O rok později byla tato budova opět podle návrhu Václava Jelínka rozšířena o boční křídlo a první poschodí. V přízemí rozděleném na dvě provozní místnosti se nacházely dvě linky, jedna ke tření bílých a druhá k výrobě barevných nátěrových hmot, v patře sklad, účtárna a byty. K dalšímu rozšíření výrobních prostor přistoupila společnost v roce 1925, kdy byla vedle kotelny postavena uhelna s rampou a uprostřed dílenského dvora velké skladiště s expedicí. Roku 1928 následovala stavba garáží a nové barevny (projekt Václav Jelínek).
V roce 1930 se stal společníkem firmy Lakovar - chemická továrna spol. s r.o. v Hradci Králové František Martínek senior, a to s druhým největším podílem. Tehdy se již jednalo o úspěšný podnik, který v té době byl jak výstavbou, tak i technickým vybavením na velice solidní úrovni. Vyráběl prakticky všechny olejové výrobky se zaměřením na lakýrníky jako odběratele. Specialitou výroby byly emaily na bázi čínského oleje a matový email k napodobení slonové kosti bez broušení. Lakovar byl u nás prvním výrobcem lakového tzv. vídeňského tmele. V podniku byla vlastní úpravna práškových barev. V roce 1932 se však mladý František Martínek osamostatnil odkupem živnosti od otce s názvem Lakýrnictví, výroba a tření barev v Praze, U staré školy.
V roce 1934 měl Lakovar 176 členů a od svého založení včetně tohoto roku zaplatil na daních a přirážkách 2 200 000 Kč. Následujícího roku bylo členů Lakovaru již jen 165 a podnik zaměstnával včetně cestujících a zaměstnanců prodejen 48 osob. Kromě stávajících prodejen v Moravské Ostravě a Praze byly zřízeny prodejny v Brně a Českých Budějovicích, což mělo dopomoci k větší poptávce po firemních produktech, neboť stavební ruch byl na 35 % stavu z roku 1932 a natěračské řemeslo bylo tímto stavem téměř zruinováno. Naštěstí se našla alespoň malá záplata ve formě dodávky pro Československé státní dráhy (ČSD). V roce 1936 klesl počet členů na 146, ale počet zaměstnanců zůstal na předchozí úrovni. Firma navíc vyráběla nitrocelulosové barvy pro kožařský průmysl a ohnivzdornou barvu na dřevo značky Passivit pro účely protiletecké ochrany. Teprve rok 1937 se stal blýskáním na lepší časy, protože odbyt vzrostl oproti minulému roku o 15-20 % a zároveň byl podnik zapsán jako továrna pro eventuální vojenské dodávky.
Rok 1938 vykázal 135 podílníků společnosti a 50 zaměstnaných v hlavním závodě i filiálkách. Mobilizace omezila jak nákup, tak prodej, ale nikoliv příliš citelně a na čas zbavila závod 15 zaměstnanců a 2 aut. Firma však zaplatila povolaným k činné vojenské službě za dobu nepřítomnosti kolem 15 000 Kč.
Poslední velké stavební práce proběhly v areálu továrny kolem roku 1940, kdy byla podle Jelínkova projektu dokončena obytná třípodlažní budova s bočním křídlem, kde se měly nacházet další výrobní prostory a hasičská zbrojnice. V roce 1940 byla továrna připojena na obecní kanalizaci.
Bez větší újmy firma přežila dobu německé okupace, ale v poválečné době se nevyhnula několika katastrofám,z nichž největší byl výbuch v jejím areálu 13. června 1950. To již byla továrna druhým rokem znárodněna, pod názvem Spojené továrny na barvy a laky, n. p. Hradec Králové II. zaměstnávala přes 50 pracovníků a později byla pouhou provozovnou n. p. Pragolak, resp. Barvy a laky.